# Holcosus orcesi
Espèce
Synonymes
- Ameiva orcesi Peters, 1964

Holcosus orcesi est une espèce de sauriens de la famille des Teiidae.

## Répartition
Cette espèce est endémique d'Équateur.

## Étymologie
Cette espèce est nommée en l'honneur de Gustavo Edmundo Orcés Villagómez.

## Publication originale
- Peters, 1964 : The lizard genus Ameiva in Ecuador. Bulletin of the Southern California Academy of Sciences, vol. 63, no 3, p. 113-127 (texte intégral).